# Rudolfo Anaya

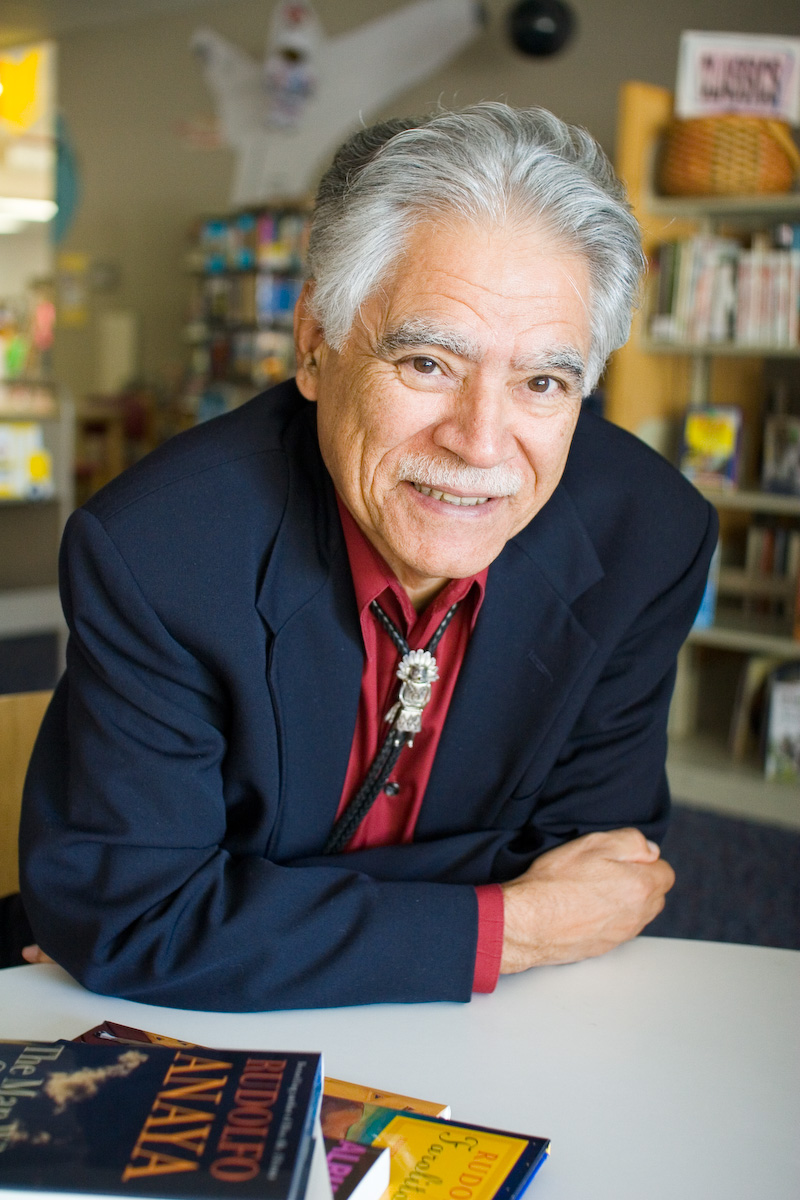
Rudolfo Anaya, 2006

Rudolfo Alfonso Anaya (* 30. Oktober 1937 in Pastura nahe Santa Rosa, New Mexico; † 28. Juni 2020 in Albuquerque) war ein US-amerikanischer Schriftsteller, der oft als Begründer der Chicano-Literatur, das heißt der Literatur der mexikanischen Amerikaner, genannt wird.

## Biografie
Nach dem Besuch der Albuquerque High School studierte er Anglistik an der University of New Mexico (UNM) und schloss dieses Studium zunächst 1963 mit einem Bachelor of Arts (B.A. English) und dann 1968 mit einem Master of Arts (M.A. English) ab. Danach nahm er den Ruf auf eine Professur für Anglistik an der University of New Mexico an und lehrte dort bis zu seiner Emeritierung.
Sein literarisches Debüt gab Anaya 1972 mit dem Jugendroman Bless Me, Ultima (1972), der Geschichte eines Chicano-Jungen in New Mexico in den 1940er Jahren. In der Folgezeit veröffentlichte er die Romane Heart of Aztlan (1976), Tortuga (1979), The Silence of the Llano (1982) und The Legend of La Llorona (1984), ehe er 1986 mit A Chicano in China (1986) eine Sammlung von Essays herausgab.
Nach den Büchern The Anaya Reader (1995) und Rio Grande Fall (1996) veröffentlichte er mit Shaman Winter (1998), Alburquerque (1999) und Zia Summer (2000), dem Auftakt eines vierteiligen Zyklus um den Privatdetektiv Sonny Baca, einige weitere Romane. Seine Werke wurden auch in die deutsche Sprache übersetzt, zum Beispiel durch Barbara Traber.
Anaya engagierte sich auch politisch und gehörte zu den Unterstützern des Demokraten John Kerry bei der Präsidentschaftswahl in den Vereinigten Staaten 2004. Er starb Ende Juni 2020 im Alter von 82 Jahren in New Mexico.

## Ehrungen (Auswahl)
- 2015 erhielt Anaya die National Humanities Medal.
- 2002 wurde Anaya der National Art Award im Weißen Haus verliehen.
- 2001 ehrte ihn die Los Angeles Times für sein Lebenswerk mit dem Robert Kirsch Award.
- 1980: American Book Award für Tortuga

## Veröffentlichungen (Auswahl)
- Bless Me, Ultima. New York, Grand Central Publ., [ca. 2009], ISBN 0-446-51783-6.
  - deutsch: Segne mich, Ultima. Roman, aus dem amerikanischen Englisch übersetzt von Horst Tonn, Nexus-Verlag, Frankfurt am Main 1984, ISBN 978-3-923301-07-2
- Rio Grande Fall. Warner Books, New York 1997, ISBN 0-446-60486-0.
  - deutsch: Die Wasser des Río Grande. Roman, aus dem amerikanischen Englisch übersetzt von Ursula Bischoff, Droemer Knaur, München 1996, ISBN 978-3-426-60501-1
- Zia Summer, Warner, New York 1996, ISBN 0-446-60316-3.
  - deutsch: Sonnenzeichen. Roman, aus dem amerikanischen Englisch übersetzt von Ursula Bischoff, Droemer Knaur, München 1997, ISBN 978-3-426-60502-8
- Der Segen der Curandera. Roman, übersetzt von Ursula Bischoff, Droemer Knaur, München 1997, ISBN 978-3-426-60500-4.
- Der Geist des Kojoten. Roman, aus dem amerikanischen Englisch übersetzt von Ursula Bischoff, Droemer Knaur, München 1998, ISBN 978-3-426-60690-2.